# 딕 사젠트

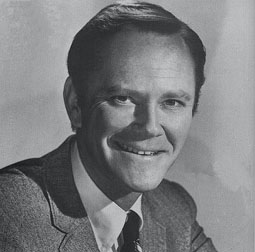

딕 사젠트(Dick Sargent, 1930년 4월 19일 ~ 1994년 7월 8일)는 미국의 배우, 텔레비전 배우, 영화배우이다.
카멀바이더시에서 태어났으며 로스앤젤레스에서 사망하였다. 사인은 전립선암이다.

## 영화
- 장미의 표적 (1993년)
- 누명 (1991년)
- 틴 위치 (1989년) - 프랭크 밀러 역
- 더 크로너스 호러 (1979년)
- 금지구역 (1979년)
- 해저드 마을의 듀크 가족 (1979년)
- 꿈꾸는 낙원 (1978년)
- 신나는 개구쟁이 (1978년)
- 야망의 계절 (1976년)
- 미녀 삼총사 - TV 시리즈 (1976년)
- 월튼네 사람들 (1972년)
- 닥터 웰비 (1969년)
- 리브 어 리틀, 러브 어 리틀 (1968년)
- 빌리 (1965년)
- 아내는 요술쟁이 (1964년)
- 캡틴 뉴먼, M.D. (1963년)
- 댓 터치 오브 밍크 (1962년)
- 오퍼레이션 페티코트 (1959년)
- 100만개의 눈을 가진 괴물 (1955년)